# Почувадло
Почувадло (словац. Počúvadlianske jazero або просто словац. Počúvadlo) — озеро штучного походження, що знаходиться у Центральній Словаччині поблизу села Почувадло за 10 км від міста Банська Штявниця в гірському масиві Штявницькі гори. Назва озера перекладається зі словацької мови як «луна».

## Історія
Озеро було побудоване у 1775—1779 роках за проектом Юзефа Кароля Гелла (Jozef Karol Hell). Раніше в Словаччині добували срібло і золото, саме завдяки видобутку кольорових металів Почувадло і з'явилося на світ. У цьому районі Словаччини обмеженні природні водні ресурси, а для видобутку металів потрібно багато води. Тому у 16-19 столітті було створена мережа із 60-ти штучних озер-водосховищ. Від них по канавах вода подавалась до гірничого обладнання. Почувадло є найбільшим озером у цій системі.

## Опис
Площа озера становить 12 га. Найбільша глибина близько 11 м. Дно мулисте. Листяні дерева в множині кількості ростуть на берегах озера Почувадло. З їхнього опалого листя і виник мул.
На дні озера спочиває радянський танк, який затонув за часів Другої Світової Війни. Його багато разів намагалися витягнути, але всі спроби так і не увінчалися успіхом. У всьому винен мул, в якому танк загруз майже повністю.
На березі озера розміщені готельний комплекс «Топаз», дитячий літній табір «СОЮЗ» та безплатний зоопарк, що належить австрійському мільйонерові Францу Рітцу.

## Фауна
В околицях Почувадло мешкають олені, козулі, зайці та фазани.